# Reggae Sunsplash
Reggae Sunsplash és un festival de música reggae que es va organitzar per primera vegada el 1978 a la part nord de Jamaica. El 1985 es va expandir amb la incorporació d'un festival de gira internacional. El festival va funcionar anualment fins al 1996, amb un esdeveniment final el 1998, abans de reviure el 2006. El festival va tornar per a una posada en escena virtual el 2020 produït per Tyrone Wilson, Randy Mclaren i Debbie Bissoon.

## Història
El festival Reggae Sunsplash va ser una creació de cinc jamaicans: Tony Johnson, Don Green, Ronnie Burke, John Wakeling i Ed Barclay. Els cinc directors fundadors van crear una empresa anomenada Synergy Productions Ltd, encarregada de promoure i produir el festival Reggae Sunsplash.
El primer festival Reggae Sunsplash es va organitzar al Jarrett Park, Montego Bay, Jamaica, el juny de 1978 i va començar al capvespre i va continuar fins a l'alba durant set dies. Amb l'ajuda de Peter Martin, un incondicional del turisme jamaicà des de fa molt de temps, i la seva firma de relacions públiques, Peter Martin Associates, el Festival Sunsplash va aconseguir una projecció internacional. Va ser catalogat com el "festival de reggae més gran de la història del món". El festival va introduir el concepte de música i viatges com un impuls al turisme a Jamaica. Abans de la celebració del Reggae Sunsplash, els hotels de Jamaica estaven tradicionalment tancats durant el període estival. Els cinc socis fundadors van organitzar el festival cada any durant diversos anys i van crear amb èxit una temporada turística anual d'estiu a Jamaica. L'èxit del Reggae Sunsplash va provocar una onada de festivals musicals anuals a Jamaica i les illes del Carib. La popularitat del festival va provocar una escassetat d'habitacions d'hotel i una tradició d'acampar a les platges locals.
Per promocionar Jamaica com a objectiu turístic i viatger a Europa, la Junta de Turisme de Jamaica va convidar el 1983 la banda alemanya Supermax com a acte d'obertura del festival anual de Montego Bay.
A partir de 1981 els festivals van ser filmats i gravats, amb diversos vídeos i àlbums publicats, el primer va ser Reggae Sunsplash '81: Tribute to Bob Marley, publicat per Elektra Records. Des de 1987 el festival va incloure un esdeveniment de sound clash, amb els finalistes d'una competició nacional de sound system competint com a precursor de la resta del festival. El festival també s'ha ampliat per incloure una "oldies night" amb estrelles d'èpoques passades de la música jamaicana. Durant molts anys el festival va ser presentat per Tommy Cowan.
El 1984 el festival Reggae Sunsplash també es va expandir en esdeveniments internacionals amb un festival d'un dia organitzat a Selhurst Park a Londres, Anglaterra. L'any 1985 es va llançar la gira Reggae Sunsplash World als Estats Units i Japó i els anys posteriors el festival Reggae Sunsplash va fer una extensa gira per Amèrica del Nord, Europa, Amèrica del Sud i l'Extrem Orient. El 1991 es va introduir una "Nit del Carib" amb altres músiques caribenyes com soca, i l'any següent l'abast del festival va augmentar encara més amb l'addició d'una "World Beat Night".
Tot i que el festival s'havia fet molt popular, obrint nous mercats turístics globals a Jamaica i atraient milions de dòlars en divises al país, no havia estat un èxit financer, en gran part a causa de la manca de patrocini o suport del govern. El 1995, el president de l'Agència de Turisme de Jamaica que operava a través d'una empresa anomenada Radobar Holdings Ltd va oferir assistència financera a canvi de participacions en Synergy Productions, els fundadors de Reggae Sunsplash. Aquesta oferta inicial mai es va consumar i en una reclamació controvertida Radobar Holdings va anunciar la formació d'una empresa anomenada Reggae Sunsplash International a Jamaica i va procedir a la presa hostil del festival Reggae Sunsplash. El primer intent de posar en escena Reggae Sunsplash sense els propietaris originals Synergy Productions el 1996 va ser un desastre financer per als nous demandants. L'any 1997 el festival Reggae Sunsplash es va ajornar fins al 1998 quan es va programar per coincidir amb les celebracions del naixement de Bob Marley, però es van produir més pèrdues. Els intents més inútils de recuperar l'esperit original del festival Reggae Sunsplash mai van ser replicats pel grup Radobar.
El festival va ser restablert per la família Johnson el 2006, però no va tenir èxit. El festival de gira internacional, però, ha continuat.
Tres dels directors fundadors, John Wakeling, Tony Johnson i Ed Barclay van morir i amb la mort de Tony Johnson diverses persones han intentat reclamar els drets del festival sense èxit i totes no han aconseguit recuperar l'esperit del llegendari Reggae Sunsplash. Don Green i Ronnie Burke són els dos fundadors de Reggae Sunsplash que queden vius.
L'agost de 2015 es va anunciar que Burke rebria l'Orde de distinció pel govern de Jamaica en reconeixement de la seva contribució al desenvolupament de la música jamaicana.
El Reggae Sunsplash va tornar com a festival virtual del 27 al 28 de novembre de 2020 després d'una absència de 14 anys. Entre els intèrprets hi havia Tanya Stephens, Richie Spice, Capleton, Masicka, Dexta Dapps, Jesse Royal, Agent Sasco, i Romain Virgo.

## Dates i llocs
- 1978: 23-30 de juny, Jarrett Park, Montego Bay
- 1979: 3-7 de juliol, Jarrett Park, Montego Bay
- 1980: 2-5 de juliol, Ranny Williams Entertainment Center, Kingston
- 1981: 4-8 d'agost, Jarrett Park, Montego Bay
- 1982: 3-7 d'agost, Jarrett Park, Montego Bay
- 1983: 28 de juny-2 de juliol, Bob Marley Center, Montego Bay
- 1984: 7-11 d'agost, Jarrett Park, Montego Bay
- 1985: del 6 al 10 d'agost, Jarrett Park, Montego Bay
- 1986: 26–30 d'agost: Jarrett Park, Montego Bay
- 1987: 18-22 d'agost, Bob Marley Center, Montego Bay
- 1988: 15-22 d'agost, Bob Marley Center, Montego Bay
- 1989: 14-19 d'agost, Bob Marley Center, Montego Bay
- 1990: 24 de juny, Pine Knob Music Theatre, Clarkston, MI
- 1990: 16-21 de juliol, Bob Marley Center, Montego Bay
- 1991: 26-31 de juliol, Bob Marley Center, Montego Bay
- 1992: 3-8 d'agost, Bob Marley Center, Montego Bay
- 1993: 3-7 d'agost, Jamworld, Portmore
- 1994: 1-6 d'agost: Jamworld, Portmore
- 1995: del 12 al 14 de juliol, Dover, St. Ann
- 1996: 1–4 d'agost, Chukka Cove, St. Ann
- 1998: 5–8 de febrer, Reggae Park, St. Ann[3]
- 2006: del 3 al 6 d'agost, Richmond Estate, Priory, St. Ann[1][6]

## Àlbums
- Big Youth - Live At Reggae Sunsplash (1982), Sunsplash/Trojan
- Chalice - Live At Reggae Sunsplash (1982), Pipe Music
- Yellowman - Live At Reggae Sunsplash (1982), Sunsplash
- Eek-A-Mouse & Michigan & Smiley - Live at Reggae Sunsplash (1983), Sunsplash
- The Gladiators & Israel Vibration - Live at Reggae Sunsplash (1983), Sunsplash
- Toots & The Maytals - Live At Reggae Sunsplash (1983), Sunsplash
- The Twinkle Brothers - Live At Reggae Sunsplash 82 (Since I Throw The Comb Away), (1983), Sunsplash
- The Mighty Diamonds & Mutabaruka - Live At Reggae Sunsplash, Genes

Diversos artistes
- Reggae Sunsplash '81: Tribute to Bob Marley (1981), Elektra
- Best of the Festival - Day One Live at Reggae Sunsplash 1982 (1982), Sunsplash
- Reggae Sunsplash Live (1982), RCA
- Sunsplash Live (1983), 56 Hope Rd
- Reggae Sunsplash '86 (1986), Bellaphon
- Best of Reggae Sunsplash (1994), Genes

## Vídeo
- Reggae By Bus (1979) (AKA Reggae Sunsplash II), dirigida per Stefan Paul (el primer Sunsplash en pel·lícula)
- Reggae Sunsplash 10th Anniversary 1987(001)(Phase Three Productions)(Synergy)
- Reggae Sunsplash Dancehall 88, Charly (VHS)
- Reggae Sunsplash - 10th Anniversary Of Reggae Sunsplash - Dancehall X, Charly (VHS)
- Reggae Sunsplash Dancehall '89 (1990), Charly (VHS)
- Reggae Sunsplash '90, Variety Night, Charly (VHS)
- Reggae Sunsplash Dancehall Special, Charly
- Reggae Sunsplash Music Festival - Best Of Sunsplash 1991 (1992), Warner Music Vision (VHS)
- All Time Best of Reggae Sunsplash Music Festival (1993), Warner Music Vision (VHS)
- Reggae Sunsplash II (2003), Columbia (DVD)
- Cool Runnings: The Reggae Movie (2005), Xenon (DVD)
- The Best Of Reggae Sunsplash (2006), 4digital (DVD)